# Умёт (Саратовская область)
Умёт — село в Аткарском районе Саратовской области России. Входит в состав Большеекатериновского муниципального образования.

## История
В 1961 году указом Президиума Верховного Совета РСФСР село Шлепин-Умёт переименовано в Умёт.

## Население
| 2002 | 2010 |
| ---- | ---- |
| 396  | ↗415 |

## Улицы
| - ул. Вишнёвая, - ул. Заречная, - ул. Молодёжная, - ул. Нижняя, | - ул. Рабочая, - ул. Центральная, - ул. Школьная. |